# Kjell Tånnander
Kjell Uno Jörgen Tånnander (ur. 25 czerwca 1927 w Långaröd) – szwedzki lekkoatleta, wieloboista, medalista mistrzostw Europy z 1950.
Zajął 15. miejsce w dziesięcioboju na igrzyskach olimpijskich w 1948 w Londynie.
Zdobył brązowy medal w tej konkurencji na mistrzostwach Europy w 1950 w Brukseli. Pokonai go jedynie Ignace Heinrich z Francji i Örn Clausen z Islandii. Na igrzyskach olimpijskich w 1952 w Helsinkach zajął 7. miejsce w dziesięcioboju.
Był mistrzem Szwecji w dziesięcioboju w 1949 i 1951, a także w skoku wzwyż z miejsca w 1949 i 1953 i skoku w dal z miejsca w 1949, 1951, 1953 i 1955.
Jego córki Kristine Tånnander i Annette Tånnander były znanymi lekkoatletkami, uczestniczkami igrzysk olimpijskich w 1976 (Annette) i 1984 (obie).